# Polish International 1997
Die Polish Open 1997 im Badminton fanden 25. bis zum 29. März 1997 in Warschau statt. Das Preisgeld betrug 35.000 US-Dollar, wodurch das Turnier als Ein-Sterne-Turnier im World Badminton Grand Prix 1997 geführt wurde.

## Medaillengewinner
| Disziplin    | Gold                          | Silber                     | Bronze                               |
| ------------ | ----------------------------- | -------------------------- | ------------------------------------ |
| Herreneinzel | Tam Kai Chuen                 | Thomas Søgaard             | A. K. Johannes                       |
| Herreneinzel | Tam Kai Chuen                 | Thomas Søgaard             | Irwansyah                            |
| Dameneinzel  | Yuli Marfuah                  | Johanna Holgersson         | Kristin Evernäs                      |
| Dameneinzel  | Yuli Marfuah                  | Johanna Holgersson         | Katarzyna Krasowska                  |
| Herrendoppel | Tony Gunawan Victo Wibowo     | Seng Kok Kiong Rudy Wijaya | Eng Hian Hermono Yuwono              |
| Herrendoppel | Tony Gunawan Victo Wibowo     | Seng Kok Kiong Rudy Wijaya | Davis Efraim Halim Haryanto          |
| Damendoppel  | Eti Tantra Cynthia Tuwankotta | Chen Li-chin Tsai Hui-min  | Carmelita Nonong Denis Zanati        |
| Damendoppel  | Eti Tantra Cynthia Tuwankotta | Chen Li-chin Tsai Hui-min  | Felicity Gallup Joanne Muggeridge    |
| Mixed        | Flandy Limpele Eti Tantra     | Imam Tohari Emma Ermawati  | Fredrik Bergström Johanna Holgersson |
| Mixed        | Flandy Limpele Eti Tantra     | Imam Tohari Emma Ermawati  | Sergey Melnikov Svetlana Alferova    |